# سال بیبو
سال بیبو (انگلیسی: Sal Bibbo؛ زادهٔ ۲۴ اوت ۱۹۷۴) بازیکن فوتبال اهل بریتانیا است.
از باشگاه‌هایی که در آن بازی کرده‌است می‌توان به باشگاه فوتبال کراولی تاون، باشگاه فوتبال بث سیتی، باشگاه فوتبال شفیلد یونایتد، باشگاه فوتبال ردینگ، باشگاه فوتبال چسترفیلد، باشگاه فوتبال هاوانت و واترلوویل، و باشگاه فوتبال بیزینگ‌استوک تاون اشاره کرد.